# Кожум'яки
Кожум'я́ки — село в Україні, у Верхньорогачицькій селищній громаді Каховського району Херсонської області. Населення становить 123 осіб (2001). 24 лютого 2022 року село тимчасово окуповане російськими військами під час російсько-української війни.

## Населення
Згідно з переписом УРСР 1989 року чисельність наявного населення села становила 128 осіб, з яких 56 чоловіків та 72 жінки.
За переписом населення України 2001 року в селі мешкали 123 особи.

### Мова
Розподіл населення за рідною мовою за даними перепису 2001 року:
| Мова       | Кількість | Відсоток |
| ---------- | --------- | -------- |
| українська | 113       | 91.87%   |
| російська  | 10        | 8.13%    |
| Усього     | 123       | 100%     |